# Campydelta campyla
Campydelta campyla là một loài bướm đêm trong họ Noctuidae.